# Amobia floridensis
Amobia floridensis är en tvåvingeart som först beskrevs av Townsend 1892.  Amobia floridensis ingår i släktet Amobia och familjen köttflugor. Inga underarter finns listade i Catalogue of Life.